# Podolanka
Podolanka – wieś w Polsce położona w województwie lubelskim, w powiecie bialskim, w gminie Terespol.
W latach 1975–1998 miejscowość administracyjnie należała do województwa bialskopodlaskiego.
Wieś jest sołectwem w gminie Terespol. Według Narodowego Spisu Powszechnego z roku 2011 wieś liczyła 65 mieszkańców i byłą dwudziestą drugą miejscowością gminy.
Wierni Kościoła rzymskokatolickiego należą do parafii Zmartwychwstania Pańskiego w Kopytowie lub do parafii św. Katarzyny Aleksandryjskiej w Małaszewiczach.